# Křišťálové sklo

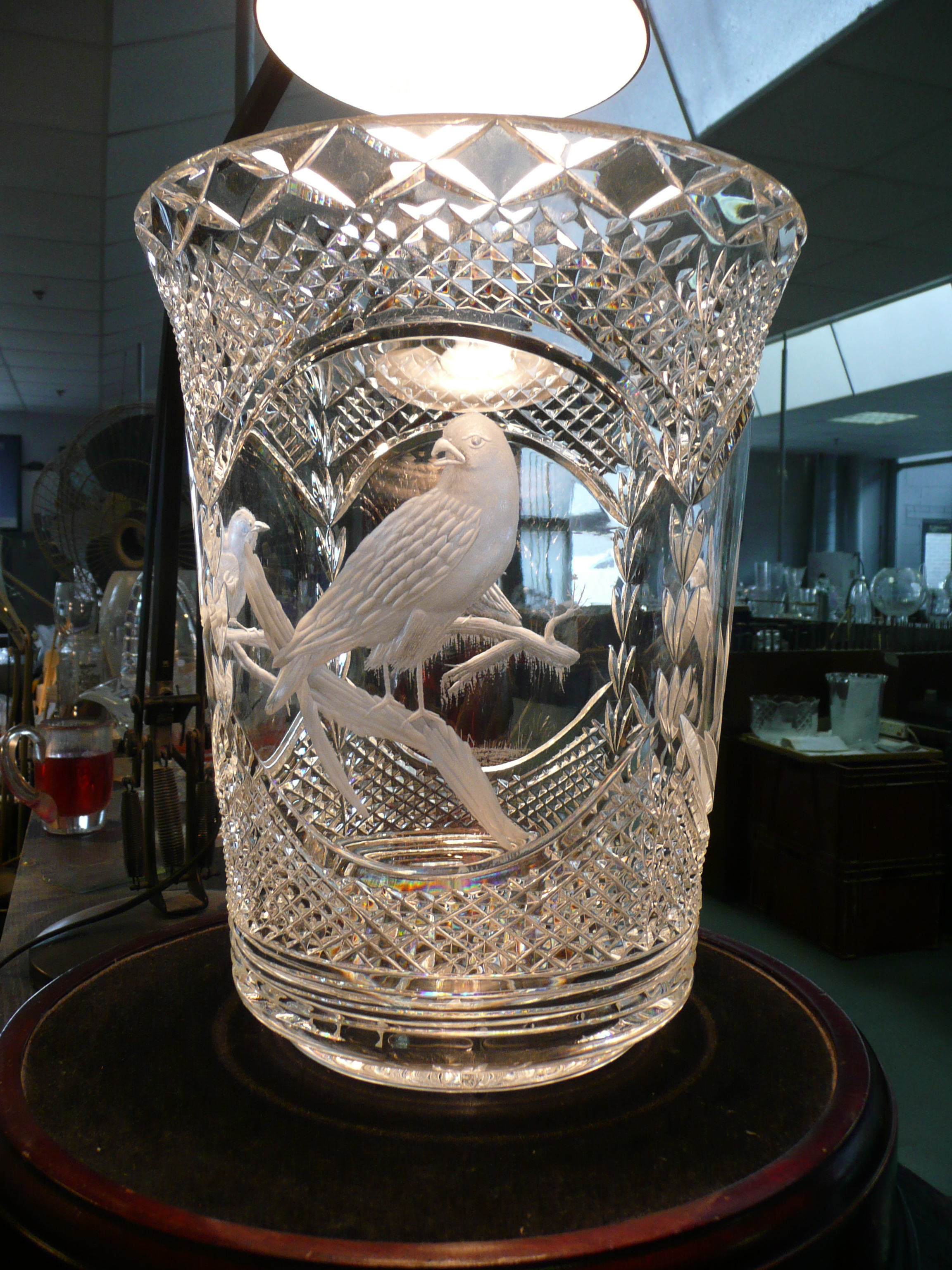
Křišťálová váza

Křišťálové sklo, v nejčistší podobě zvané též křišťál, je druh skla používaného pro své světelně-odrazivé vlastnosti (vysoký index lomu světla) především k dekorativním účelům. 
Označení pochází od přírodního křišťálu, což je bezbarvý krystal křemene.
Tradičně jde o olovnaté sklo neboli olovnatý křišťál, který obsahuje zpravidla 18-35% oxidu olovnatého (PbO), kterým jsou nahrazeny vápenaté složky běžného skla. Olovnaté sklo také může sloužit jakožto materiál, který pohlcuje rentgenové záření, vyrábějí se z něj také ochranná skla proti nebezpečnému elektromagnetickému (tvrdému) záření. 
Oxid olovnatý může být částečně nebo úplně nahrazen oxidem barnatým (barnaté sklo), zinečnatým nebo sodným, čímž vzniká křišťálové sklo horších optických vlastností.

## Vlastnosti
Oxid olovnatý sklu dodává větší hustotu, menší tepelnou vodivost, vyšší index lomu (vyšší lesk), větší odolnost a houževnatost. Je ovšem náročnější na zpracování, a kladou se tak větší nároky na umění skláře. Spolu s tím stoupá také hodnota a cena křišťálového skla. 

## Výroba křišťálu
Mezi evropské producenty olovnatého křišťálového skla patří například manufaktura Baccarat, sídlící od roku 1764 ve francouzském stejnojmenném městě. Někteří skláři olovo nepoužívají, jako například česká sklářská manufaktura Moser z Karlových Varů. Její výrobky a výrobky dalších skláren, které olovo nepřidávají, tak jsou podle odborníků choulostivější a nedosahují tak vysokého lesku.
| Stát          | Společnost                  |
| ------------- | --------------------------- |
| Francie       | Baccarat                    |
| Francie       | Arc International           |
| Nizozemsko    | Royal Leerdam Crystal       |
| Spojené státy | Steuben Glass               |
| Irsko         | Waterford Crystal           |
| Japonsko      | Mikasa                      |
| Tchaj-wan     | Liuligongfang               |
| Rakousko      | Swarovski                   |
| Česko         | Crystalex                   |
| Česko         | Crystal Bohemia             |
| Česko         | Moser                       |
| Česko         | Rückl Crystal               |
| Česko         | Preciosa                    |
| Česko         | Caesar Crystal Bohemiae     |
| Polsko        | Huta Szkła w Zawierciu      |
| Slovinsko     | Rogaška Crystal             |
| Kanada        | NovaScotian Crystal         |
| Rusko         | Gusevskoj chrustaľnyj zavod |
| Bělorusko     | Neman Glass Works           |